# Postwick with Witton
Postwick with Witton is een civil parish in het bestuurlijke gebied Broadland, in het Engelse graafschap Norfolk met 404 inwoners.